# Szerzői tanúsítvány

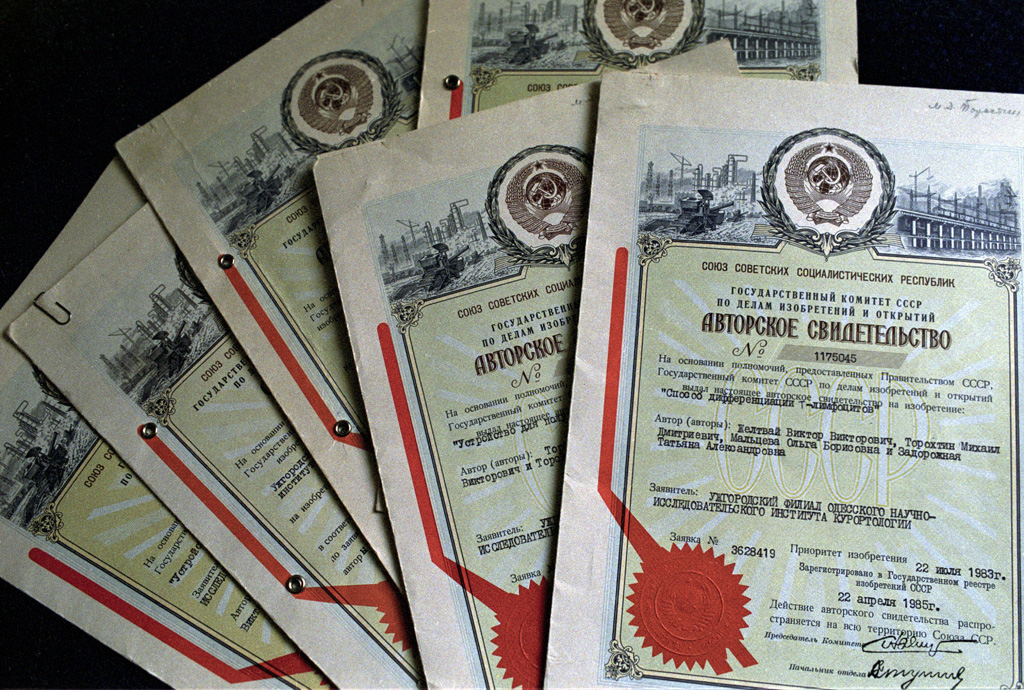
Orosz szerzői tanúsítványok

A szerzői tanúsítvány (oroszul: Авторское свидетельство, avtorszkoje szvigyetyelsztvo) a szovjet jog által kialakított jogintézmény volt, a burzsoá jellegűnek mondott szabadalom rendszere helyett.  A szabadalom alternatívájaként választható szerzői tanúsítvány lényegében megfosztotta a találmányt, hogy mint szellemi alkotás tulajdon tárgya lehessen.  A szerzői tanúsítvány nem tudta kiszorítani a szabadalmakat.

## Jellemzői
A szerzői tanúsítványt egy találmány feltalálója kaphatta, szabadalom helyett. Nem a feltaláló, hanem az állam dönthetett ezután a találmány hasznosításáról. A feltalálót nem díj, csak jutalom illette meg.

## Magyarországon
A szerzői tanúsítvány rendszerét az államnak felajánlott találmányok szerzői jogvédelméről és díjazásáról szóló, 1948. november hó 19-én hatályba lépett 11.950/1948. Korm. számú rendelet vezette be, majd az állam részére felajánlott találmányok ügyének intézéséről szóló 166/1951. (IX. 8.) MT rendelettel hatályon kívül helyezésre került. Ezután az újításokról és találmányokról szóló 53/1955. (VIII. 25.) M. T. rendelet szabályozta.

„37. §. 
Szerzői tanúsítvány.
(1) Az állam részére elfogadott, találmányként elismert javaslat szerzőjének az Országos Találmányi Hivatal szerzői tanúsítványt ad.
(2) Szerzői tanúsítványt egyéb feltételek fennforgása esetén ki kell adni akkor is, ha a szerzői tanúsítvány kiadását olyan személy kéri, akinek munkaviszonyából vagy szerződésből folyó kötelessége, hogy szakértelmét olyan eljárások (termékek, termelési eredmények stb.) létrehozására használja fel, amilyenre szerzői tanúsítványt kér. Az ilyen személyek által az állam költségén kidolgozott találmányokat — a szerző külön felajánlása nélkül is — az állam részére felajánlottnak kell tekinteni.
(3) Szerzői tanúsítványt egyéb feltételek fennforgása esetén a feltaláló kérelmére ki kell adni akkor is, ha a találmány megvalósítása, vagy a megvalósítás .időpontja bizonytalan. 
(4) A szerzői tanúsítvány a feltaláló nevét, lakhelyét, a találmány címét, rövid szakmai meghatározását tartalmazza.”

A szerzői tanúsítvány jogintézményét végül a  — a szolgálati találmány bevezetésével egyidejűleg — a 38/1957. (VI. 23.) Korm. rendelet törölte el.